# Имјелин
Имјелин (пољ. Imielin) је град у Пољској у Војводству Шлеском у Повјату bieruńsko-lędziński. Према попису становништва из 2011. у граду је живело 8.322 становника.

## Становништво
Према прелиминарним подацима са пописа, у граду је 2011. живело 8.322 становника.
| 2002. | 2011. | 2012. |
| ----- | ----- | ----- |
| 7.721 | 8.322 | 8.542 |